# Cantone di Étampes
Il Cantone di Étampes è una divisione amministrativa dell'arrondissement di Étampes.
A seguito della riforma approvata con decreto del 24 febbraio 2014, che ha avuto attuazione dopo le elezioni dipartimentali del 2015, è passato da 11 a 45 comuni.

## Composizione
Gli 11 comuni facenti parte prima della riforma del 2014 erano:
- Boissy-le-Sec
- Boutervilliers
- Bouville
- Brières-les-Scellés
- Chalo-Saint-Mars
- Étampes
- Morigny-Champigny
- Ormoy-la-Rivière
- Puiselet-le-Marais
- Saint-Hilaire
- Valpuiseaux

Dal 2015 i comuni appartenenti al cantone sono i seguenti 45:
- Abbéville-la-Rivière
- Angerville
- Arrancourt
- Authon-la-Plaine
- Auvers-Saint-Georges
- Blandy
- Bois-Herpin
- Boissy-la-Rivière
- Boissy-le-Cutté
- Boissy-le-Sec
- Boutervilliers
- Bouville
- Brières-les-Scellés
- Brouy
- Cerny
- Chalo-Saint-Mars
- Chalou-Moulineux
- Champmotteux
- Chatignonville
- Congerville-Thionville
- D'Huison-Longueville
- Estouches
- Étampes
- Fontaine-la-Rivière
- La Forêt-Sainte-Croix
- Guillerval
- Marolles-en-Beauce
- Méréville
- Mérobert
- Mespuits
- Monnerville
- Morigny-Champigny
- Ormoy-la-Rivière
- Orveau
- Plessis-Saint-Benoist
- Puiselet-le-Marais
- Pussay
- Roinvilliers
- Saclas
- Saint-Cyr-la-Rivière
- Saint-Escobille
- Saint-Hilaire
- Valpuiseaux
- Vayres-sur-Essonne
- Villeneuve-sur-Auvers